# Тираник аргентинський
Тира́ник аргентинський (Serpophaga griseicapilla) — вид горобцеподібних птахів родини тиранових (Tyrannidae). Мешкає в Південній Америці.

## Поширення і екологія
Аргентинські тираники мешкають на східних схилах Анд в Аргентині, можливо, також в південній Болівії. Взимку вони мігрують на схід, досягаючи південної Болівії, південно-східної і південної Бразилії, Парагваю і Уругваю. Вони живуть в тропічних лісах, рідколіссях і саванах, зустрічаються на висоті до 2000 м над рівнем моря.